# Шамайко Марина Валеріївна
Шамайко Марина Валеріївна (нар. 3 серпня 1987) — колишня російська тенісистка.
Найвищу одиночну позицію світового рейтингу — 317 місце досягла 30 вересня 2013, парну — 197 місце — 14 липня 2008 року.
Здобула 1 одиночний та 5 парних титулів туру ITF.

## Фінали ITF

### Одиночний розряд: 5 (1–4)
| турніри $100,000 |
| турніри $75,000  |
| турніри $50,000  |
| турніри $25,000  |
| турніри $15,000  |
| турніри $10,000  |

| Результат | Ранг | Дата            | Турнір                  | Покриття | Суперниця      | Рахунок       |
| --------- | ---- | --------------- | ----------------------- | -------- | -------------- | ------------- |
| Поразка   | 1.   | 30 березня 2004 | Каїр, Єгипет            | Ґрунт    | Ґаелль Відмер  | 6–3, 4–6, 6–7 |
| Поразка   | 2.   | 28 березня 2006 | Рим, Італія             | Ґрунт    | Анна Флоріс    | 3–6, 0–6      |
| Поразка   | 3.   | 22 жовтня 2012  | Монастір (Туніс), Туніс | Тверде   | Башак Ерайдин  | 2–6, 6–7      |
| Перемога  | 1.   | 11 лютого 2013  | Шарм-еш-Шейх, Єгипет    | Тверде   | Барбара Гаас   | 4–6, 6–3, 6–3 |
| Поразка   | 4.   | 25 липня 2016   | Ріміні, Італія          | Ґрунт    | Аліче Балдуччі | 3–6, 2–6      |

### Парний розряд: 28 (5–23)
| Результат | Ранг | Дата              | Турнір                      | Покриття   | Партнерка          | Суперниці                                  | Рахунок               |
| --------- | ---- | ----------------- | --------------------------- | ---------- | ------------------ | ------------------------------------------ | --------------------- |
| Поразка   | 1.   | 23 серпня 2005    | Трекастаньї, Італія         | Тверде     | Регіна Куликова    | Ліенн Бейкер Франческа Любіані             | 2–6, 6–4, 3–6         |
| Перемога  | 1.   | 18 грудня 2005    | Бергамо, Італія             | Килим (i)  | Катерина Бичкова   | Валентіна Сассі Франческа Любіані          | 6–1, 6–3              |
| Поразка   | 2.   | 1 жовтня 2006     | Батумі, Грузія              | Тверде     | Василіса Давидова  | Петра Цетковська Іпек Шенолу               | 4–6, 6–3, 4–6         |
| Поразка   | 3.   | 17 вересня 2007   | Телаві, Джорджія            | Ґрунт      | Василіса Давидова  | Рія Сабай Ксенія Палкіна                   | 2–6, 2–6              |
| Поразка   | 4.   | 30 вересня 2007   | Батумі, Грузія              | Тверде     | Василіса Давидова  | Міхаела Бузернеску Воїслава Лукич          | 2–6, 4–6              |
| Поразка   | 5.   | 24 березня 2008   | Москва, Росія               | Тверде     | Сопія Шапатава     | Анастасія Павлюченкова Нікола Франькова    | 3–6, 2–6              |
| Поразка   | 6.   | 6 липня 2008      | Кунео, Італія               | Ґрунт      | Ольга Савчук       | Рената Ворачова Марет Ані                  | 1–6, 2–6              |
| Поразка   | 7.   | 17 листопада 2008 | Нур-Султан, Казахстан       | Тверде     | Сопія Шапатава     | Марина Мельникова Анастасія Полторацька    | 1–6, 1–6              |
| Поразка   | 8.   | 28 березня 2009   | Латина, Італія              | Ґрунт      | Катерина Лопес     | Каталін Мароші Маріна Таваріс              | 2–6, 0–6              |
| Поразка   | 9.   | 5 квітня 2009     | Латина, Італія              | Ґрунт      | Емілі Стеллато     | Альберта Бріанті Юлія Шруфф                | 1–6, 4–6              |
| Поразка   | 10.  | 28 червня 2009    | Турин, Італія               | Ґрунт      | Бенедетта Давато   | Аліна Баронова Каріна Пімкіна              | 4–6, 2–6              |
| Поразка   | 11.  | 10 серпня 2009    | Москва, Росія               | Ґрунт      | Валерія Савіних    | Катерина Лопес Аріна Родіонова             | 3–6, 3–6              |
| Перемога  | 2.   | 31 серпня 2009    | Бассано-дель-Граппа, Італія | Ґрунт      | Сопія Шапатава     | Евеліна Майр Джулія Майр                   | 6–1, 5–7, [10–8]      |
| Перемога  | 3.   | 28 вересня 2009   | Чіампіно, Італія            | Ґрунт      | Сандра Мартинович  | Стефанія К'єппа Валентіна Сульпіціо        | 7–6, 6–4              |
| Поразка   | 12.  | 7 березня 2010    | Мадрид, Іспанія             | Ґрунт      | Неда Козич         | Еліза Бальзамо Валентіна Сульпіціо         | 3–6, 6–7(3–7)         |
| Поразка   | 13.  | 16 квітня 2010    | Сан-Северо, Італія          | Ґрунт      | Каріна Пімкіна     | Джоя Барб'єрі Анастасія Гримальська        | 6–4, 2–6, [9–11]      |
| Поразка   | 14.  | 21 травня 2010    | Москва, Росія               | Ґрунт      | Александра Крунич  | Анна-Аріна Мар'єнко Катерина Яковлєва      | 2–6, 2–6              |
| Поразка   | 15.  | 16 жовтня 2010    | Харків, Україна             | Ґрунт      | Міхаела Бузернеску | Ганна Півень Анастасія Васильєва           | 4–6, 4–6              |
| Перемога  | 4.   | 12 лютого 2011    | Анталія, Туреччина          | Ґрунт      | Теодора Мирчич     | Султан Ґьонен Ганна Караваєва              | 6–4, 6–4              |
| Поразка   | 16.  | 21 лютого 2011    | Анталія, Туреччина          | Тверде     | Ольга Панова       | Тянь Жань Лян Чень                         | 7–6(7–2), 5–7, [9–11] |
| Поразка   | 17.  | 26 березня 2011   | Наманган, Узбекистан        | Тверде     | Катерина Бичкова   | Альбіна Хабібуліна Нігіна Абдураїмова      | 6–4, 6–7(3–7), [8–10] |
| Поразка   | 18.  | 11 квітня 2011    | Помеція, Італія             | Ґрунт      | Конні Перрен       | Дьяна Бузян Карін Кнапп                    | 6–7(3–7), 2–6         |
| Поразка   | 19.  | 20 червня 2011    | Рим, Італія                 | Ґрунт      | Сопія Шапатава     | Вероніка Сепеде Ройг Паула Ормаечеа        | 5–7, 4–6              |
| Поразка   | 20.  | 29 серпня 2011    | Мамая, Румунія              | Ґрунт      | Сопія Шапатава     | Елена Богдан Александра Каданцу            | 2–6, 2–6              |
| Поразка   | 21.  | 21 квітня 2012    | Чивітавекк'я, Італія        | Ґрунт      | Клаудія Джовіне    | Ралука Олару Елена Богдан                  | 3–6, 5–7              |
| Поразка   | 22.  | 5 квітня 2013     | Діжон, Франція              | Тверде (i) | Елиця Костова      | Ніколе Клеріко Джулія Гатто-Монтіконе      | 4–6, 2–6              |
| Поразка   | 23.  | 31 березня 2014   | Медельїн, Колумбія          | Ґрунт      | Монік Адамчак      | Ірина-Камелія Бегу Марія Ірігоєн           | 2–6, 6–7              |
| Перемога  | 5.   | 10 червня 2016    | Мадрид, Іспанія             | Ґрунт      | Джессіка Понше     | Ainhoa Atucha Gómez Марія Хосе Луке Морено | 6–2, 6–3              |